# Dècada del 1930

## Esdeveniments
- Anys 30 - Es manté la Gran depressió de l'economia a tot el planeta.
- L'ajuntament de Barcelona, per mitjà del Patronat Escolar, inaugura (entre 1931 i 1934) 25 Grups Escolars.[1]
- 1931 - Proclamació de la Segona República Espanyola
- 1936-1939 - Guerra Civil espanyola
- 1939 - Comença la dictadura de Franco
- 1939 - Esclata la Segona Guerra Mundial

## Personatges destacats
- Adolf Hitler
- Benito Mussolini
- Niceto Alcalá-Zamora
- Manuel Azaña
- Francisco Franco
- Kemal Atatürk
- Ióssif Stalin
- Hirohito
- Neville Chamberlain
- Albert Lebrun
- Eamon de Valera
- António de Oliveira Salazar
- Franklin D. Roosevelt
- Pius XI